# Портлендская ваза

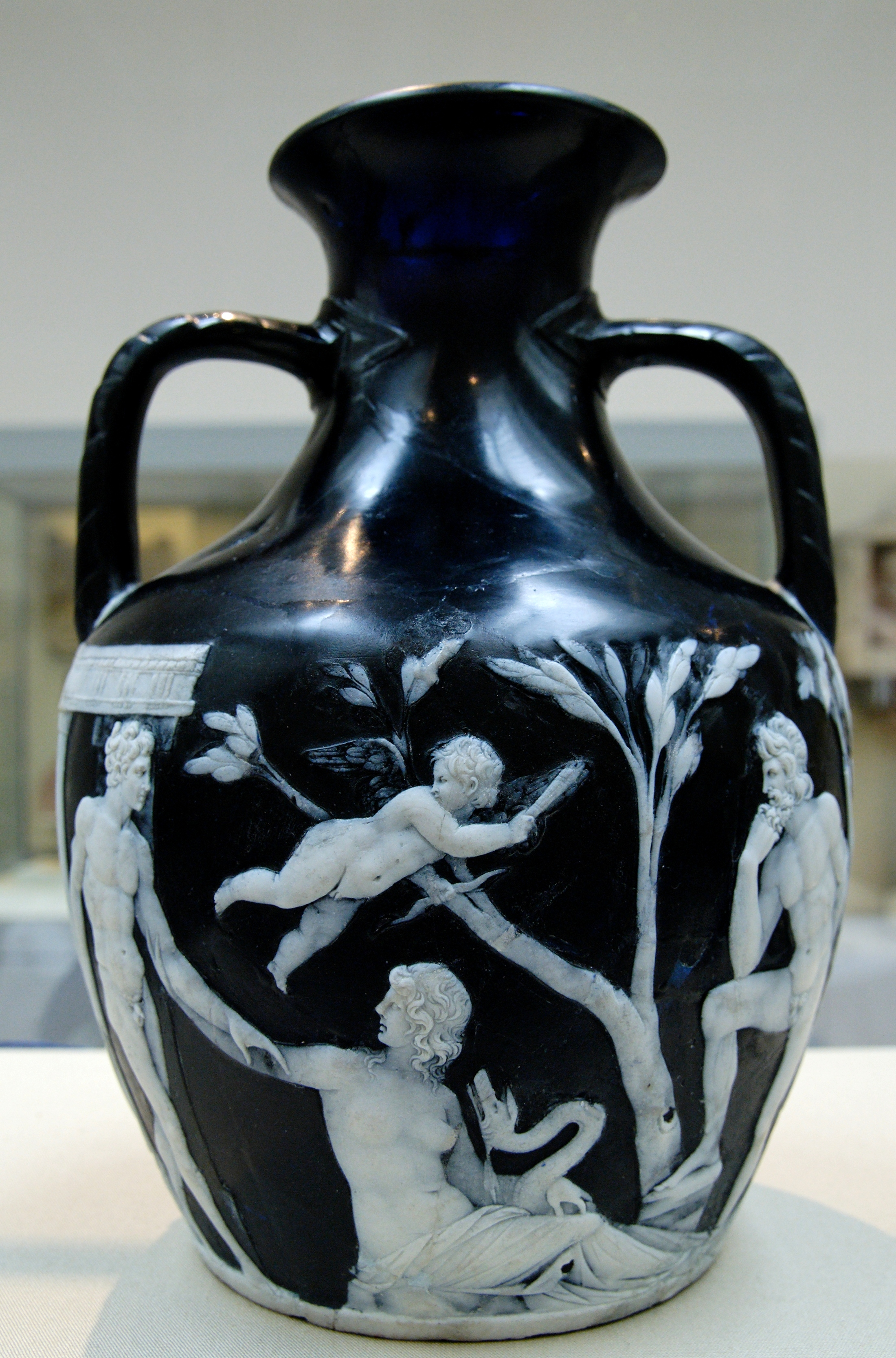
Первая сцена: Пелей и Фетида?

Портлендская ваза — выдающееся произведение античного искусства августовского, или римского, классицизма: «золотого века» правления императора Октавиана Августа (27 г. до н. э. — 14 г. н. э.). Шедевр римского стеклоделия.
Представляет собой двуручный сосуд типа амфоры 25 см в высоту и 17,7 см в диаметре. Амфора укорочена в нижней части, вероятно, во II веке (по одной из версий, вся ваза создана во II веке н. э.). Амфора выполнена из двуслойного тёмно-синего (почти чёрного) и белого непрозрачного стекла методом нацвета, после чего в холодном виде в технике «á la cameo» произведена рельефная резьба с изображением сцены древнегреческого мифа о соблазнении Фетиды Пелеем в присутствии Афродиты и Эрота. По иной версии сцена изображает вещий сон Гекубы о разрушении Трои, существуют и другие толкования. Техника изготовления вазы аналогична резьбе по твёрдому камню, например, многослойному ониксу или агату. В такой технике изготавливали античные камеи. На этом основании предполагают, что столь необычное произведение, необычайно дорогое и в те времена, создано одним из безвестных резчиков камей.

## История
Документальных свидетельств об обнаружении вазы не сохранилось. Согласно одной из версий, её нашли около 1582 года в усыпальнице Александра Севера близ Рима. Как бы то ни было, в 1601 году она упоминается в письме астронома Николя-Клода де Пейреска к художнику Рубенсу. В то время ваза находилась в собрании кардинала дель Монте. Затем в течение двух столетий она была одним из главных сокровищ римского семейства Барберини, и перешла в наследство Маффео Барберини, ставшим папой римским Урбаном VIII. В то время ваза была известна как «ваза Барберини».
Между 1778 и 1780 годом британский посланник в Неаполе Уильям Гамильтон купил вазу у торговца антиквариатом Джеймса Байрса, который в свою очередь купил её у Корнелии Барберини-Колонна, принцессы Палестрины. Позднее Гамильтон привёз вазу в Лондон и продал Маргарет Бентинк, герцогине Портлендской.
После того как один из многочисленных посетителей герцога Портлендского случайно повредил главную гордость его коллекции, последний в 1810 году решил передать её на хранение в Британский музей в Лондоне. Там 7 февраля 1845 года она была разбита на куски психически неуравновешенным посетителем, неким Уильямом Ллойдом. Вазу трижды реставрировали; вначале её склеили из осколков и возвратили на место в экспозиции в закрытую стеклянную витрину.  Только в 1945 году Британский музей сумел приобрести этот шедевр в собственность. В 1948 году вазу вновь разобрали и склеили, на этот раз на более долговечной основе. Последняя реставрация была осуществлена с 1 июня 1988 по 1 октября 1989 года.
Появление Портлендской вазы в Лондоне вызвало интерес стеклодувов и мастеров керамики, которые пытались создать нечто подобное. Особенно основательно подошёл к этой задаче знаменитый мастер Джозайя Веджвуд. Портлендская ваза вдохновляла его на протяжении нескольких лет. Веджвуд сумел создать её подобие из чёрного и белого яшмового фаянса («джаспера»). Реплику вазы в 1790 году заказала королева Шарлотта (супруга короля Георга III), которая не могла приобрести оригинал, принадлежавший в то время герцогине Портлендской. После этого успеха Веджвуд сделал ещё двадцать четыре копии. Один экземпляр он преподнёс в дар своему другу Эразму Дарвину. Судя по этой работе, ко дну древнеримского оригинала в то время был приклеен стеклянный диск с изображением головы Приама, по всей видимости, происходящий от другой вазы и призванный закрыть трещину в основании (с 1845 года он экспонируется отдельно от сосуда). Веджвуд считал работу над репликой Портлендской вазы своим самым главным достижением.

В разгар Великой депрессии герцог Портлендский выставил вазу на продажу на аукционе «Кристис», но ваза осталась непроданной, никто из покупателей не смог заплатить затребованную герцогом цену.

## В культуре
- В фантастическом рассказе Артура Кларка «Всё время мира» (1951) путешественники во времени спасают Портлендскую вазу.